# Przybiernowo
Przybiernowo – wieś sołecka w Polsce położona w województwie zachodniopomorskim, w powiecie gryfickim, w gminie Brojce.
Według danych gminy z 5 czerwca 2009 wieś miała 333 mieszkańców.
W miejscowości był przystanek kolejowy Przybiernowo.
W latach 1975–1998 miejscowość administracyjnie należała do województwa szczecińskiego.
Zobacz też: Przybiernów